# Думен
Ду́мен — гора, вершина Українських Карпат.
Лежить на південному відгалуженні (хребті) гірського масиву Свидовець. Висота — 1376 м над рівнем моря. Має овальну форму.